# Boettcheria retroversa
Boettcheria retroversa är en tvåvingeart som först beskrevs av Guilherme A.M.Lopes 1935.  Boettcheria retroversa ingår i släktet Boettcheria och familjen köttflugor. Inga underarter finns listade i Catalogue of Life.